# Andreas Odenthal
Andreas Odenthal (* 24. Januar 1963 in Köln) ist ein deutscher Theologe.
Andreas Odenthal studierte von 1982 bis 1987 katholische Theologie und Philosophie an den Universitäten Bonn und Freiburg, sowie von 1990 bis 1994 Germanistik, Philosophie und Pädagogik an der Universität Bonn. Nach seiner Promotion im Fach Liturgiewissenschaft trat Andreas Odenthal 1994 in das Priesterseminar Köln ein. 1995 wurde er zum Diakon geweiht. Odenthal ist Mitglied in der Gesellschaft für Psychoanalyse und Psychotherapie und begann 1995 eine Ausbildung zum Kulturpsychoanalytiker, die er 2003 abschloss. Im Jahre 1996 wurde er zum Priester geweiht. 
Odenthal wurde 2002 habilitiert und trat im gleichen Jahr seine Professur an der Theologischen Fakultät Fulda an. 2004 erhielt er zusätzlich einen Lehrauftrag an der Philosophisch-Theologischen Hochschule Sankt Georgen und an der Universität Tübingen. 2006 folgte der Ruf auf den Lehrstuhl Liturgiewissenschaft der katholisch-theologischen Fakultät der Universität Tübingen. 2011 unterzeichnete Odenthal das Memorandum Kirche 2011: Ein notwendiger Aufbruch. Seit 2018 ist er Lehrstuhlinhaber für Liturgiewissenschaft an der Rheinischen Friedrich-Wilhelms-Universität Bonn und katholischer Universitätsprediger.

## Schriften
Monographien
- Der älteste Liber ordinarius der Stiftskirche St. Aposteln in Köln. Untersuchungen zur Liturgie eines mittelalterlichen kölnischen Stifts. Dissertation. Verlag Franz Schmitt, Siegburg 1994, ISBN 3-87710-160-7.
- Liturgie als Ritual. Theologische und psychoanalytische Überlegungen zu einer praktisch-theologischen Theorie des Gottesdienstes als Symbolgeschehen. Kohlhammer, Stuttgart 2002, ISBN 3-17-017818-0.
- Verspielen wir das Erbe des hl. Bonifatius? Theologische Betrachtungen aus Anlass seines 1250. Todestages. Verlag Josef Knecht, Frankfurt am Main 2005, ISBN 3-7820-0886-3.
- Die Ordinatio cultus divini et caeremoniarium des Halberstädter Domes von 1591. Untersuchungen zur Liturgie eines gemischtkonfessionellen Domkapitels nach Einführung der Reformation. Aschendorff, Münster 2005, ISBN 3-402-04073-5.
- Liturgie vom Frühen Mittelalter zum Zeitalter der Konfessionalisierung. Studien zur Geschichte des Gottesdienstes. Mohr Siebeck, Tübingen 2011, ISBN 978-3-16-150941-4.
- Rituelle Erfahrung. Praktisch-theologische Konturen des christlichen Gottesdienstes (= Praktische Theologie heute, Bd. 161). Kohlhammer, Stuttgart 2019, ISBN 978-3-17-036138-6.
- Evangelische Stundenliturgie in Württemberg. Zum Chordienst der Klöster und Klosterschulen nach Einführung der Reformation. Mohr Siebeck, Tübingen 2020.

Herausgeberschaften
- mit Albert Gerhards: Märtyrergrab Kirchenraum Gottesdienst. Interdisziplinäre Studien zu St. Gereon in Köln (= Studien zur Kölner Kirchengeschichte. Bd. 35). Schmitt, Siegburg 2005, ISBN 3-87710-451-7.
- mit Erwin Frauenknecht: Der Liber Ordinarius des Speyerer Domes aus dem 15. Jahrhundert. Aschendorff, Münster 2012, ISBN 978-3-402-11262-5.